# 세연고등학교
세연고등학교(世淵高等學校)는 대한민국 부산광역시 남구 대연동에 있는 사립 고등학교이다.

## 학교 연혁
- 1973년 6월 20일 : 학교법인 인묵재학원 설립 인가, 초대 박용태 이사장 취임
- 1975년 11월 14일 : 대연여자상업고등학교로 설립 인가(5학급)
- 1976년 3월 1일 : 초대 이태길 교장 취임
- 1976년 3월 5일 : 개교 및 제1회 입학식 거행
- 1979년 1월 12일 : 제1회 졸업식
- 1980년 2월 29일 : 산업체 특별학급 설치 인가
- 1980년 3월 10일 : 산업체 특별학급 제1회 입학식
- 1985년 11월 14일 : 생활관 준공
- 1986년 10월 16일 : 일반 야간 학급 신설 인가
- 1987년 3월 5일 : 일반 야간 제1회 입학식
- 1992년 2월 13일 : 학칙변경 (산업체 특별학급 폐지)
- 1996년 8월 14일 : 학칙 변경 (야간 일반 학급 폐지)
- 1998년 8월 19일 : 교명 변경 (대연정보여자고등학교로 교명 변경 인가)
- 2000년 8월 30일 : 교명변경 (대연정보고등학교로 교명 변경 인가)
- 2000년 8월 30일 : 학칙변경 (인터넷정보과 4학급, 정보처리과 4학급, 관광경영과 4학급, 애니메이션과 3학급)
- 2015년 7월 21일 : 교육감 지정 특성화고등학교 지정(세무, 통상 분야)
- 2016년 3월 1일 : 교명변경 (부산세무고등학교로 교명변경 인가)
- 2022년 3월 1일 : 교명변경 세연고등학교
- 2023년 3월 2일 : 제14대 박귀임 교장 취임
- 2024년 2월 8일 : 제46회 졸업식(졸업생 총 25,676명)
- 2024년 3월 4일 : 제49회 입학식(167명)
- 2024년 7월 31일 : 제18대 박재성 이사장 취임

## 설치 학과
- 외식베이커리과
- 카페경영과
- 반려동물과
- 웹툰콘텐츠과

## 참고 자료
- 세연고등학교 - 한국교육학술정보원 학교알리미